# Halenia tolimae
Halenia tolimae är en gentianaväxtart som beskrevs av Ernest Friedrich Gilg. Halenia tolimae ingår i släktet Halenia och familjen gentianaväxter. Inga underarter finns listade i Catalogue of Life.